# Aeroportul Daocheng Yading
Aeroportul Daocheng Yading (IATA: DCY, ICAO: ZUDC) este un aeroport din Sichuan, Republica Populară Chineză ce deservește zona Districtul Daocheng. Aeroportul a fost tranzitat în 2022 de 105.061 de pasageri. A fost deschis în 16 septembrie 2013.
Situat la o altitudine de 4.411 m, aeroportul dispune de o singură pistă.